# Gronów (powiat słubicki)
Gronów – wieś w Polsce położona w województwie lubuskim, w powiecie słubickim, w gminie Ośno Lubuskie.
W latach 1975–1998 miejscowość należała administracyjnie do województwa gorzowskiego.
Miejscowość położona jest na dwóch drogach lokalnych Czarnów – Ośno Lubuskie i Słońsk – Ośno Lubuskie.

## Zabytki
Do wojewódzkiego rejestru zabytków wpisany jest:
- kościół pod wezwaniem św. Piusa X, murowany z kamienia i cegły z XIII wieku. Przebudowywany na przełomie XV/XVI wieku, ponownie przebudowywany w drugiej połowie XVII wieku.